# Владино
Владино (вариант Немецкий Кочелай) — исчезнувший хутор на территории современного Бабаюртовского района Дагестана. Покинут в 1919 г. Проживали немцы.

## География
Располагался в 4 км к северо-востоку от села Качалай, вблизи кутана колхоза «Победа».

## История
Лютеранский хутор Владина основан в 1900 году немецкими переселенцами из Причерноморья, Волыни, Польши. По данным на 1914 г. хутор Владина состоял из 35 дворов, во владении хутора находилось 1483 десятин земли, в том числе 1000 — удобной. В административном отношении входил в состав Качалай-Кутанского сельского общества 2-го участка Хасавюртовского округа Терской области. Разорен и покинут населением в 1919 г. Развалины хутора под названием Немецкий Кочелай отмечены на картах 1926 и 1941 г.

## Население
В 1905 г. проживало 100 человек — немцы, лютеране. В 1914 г. на хуторе проживало 250 человек (130 мужчин и 120 женщин).